# Desa Purwajaya (administrativ by i Indonesien, lat -7,45, long 108,69)
Desa Purwajaya är en administrativ by i Indonesien.   Den ligger i provinsen Jawa Barat, i den västra delen av landet, 250 km sydost om huvudstaden Jakarta.